# 辛炯珉
辛炯珉（1986年7月18日—），韩国足球运动员，现效力于K联赛1球队蔚山現代，他曾是韩国国家队的成员。

## 俱乐部生涯
2008年，辛炯珉在浦项制铁开始职业足球生涯，他在第一个赛季就有出色表现，并占据球队主力位置。

## 国家队生涯
2010年1月18日，辛炯珉在和芬兰的友谊赛中第一次代表国家队出场。